# Gontscharowo (Kaliningrad)
Gontscharowo (russisch Гончарово, deutsch Groß Saalau, Kreis Friedland/Bartenstein) ist ein Ort in der russischen Oblast Kaliningrad (Gebiet Königsberg (Preußen)) und gehört zur Domnowskoje selskoje posselenije (Landgemeinde Domnowo (Domnau)) im Rajon Prawdinsk (Kreis Friedland (Ostpr.)).

## Geographische Lage
Gontscharowo liegt ein Kilometer nordöstlich von Domnowo (Domnau) an einer Nebenstraße, die Domnowo mit Lesnoje und Priwolnoje (Saussienen) verbindet. Die nächste Bahnstation war bios 1945 Domnau (Domnowo) an der Strecke von Königsberg (heute russisch: Kaliningrad) nach Angerburg (heute polnisch: Węgorzewo), die nicht mehr in Betrieb genommen worden ist.

## Geschichte

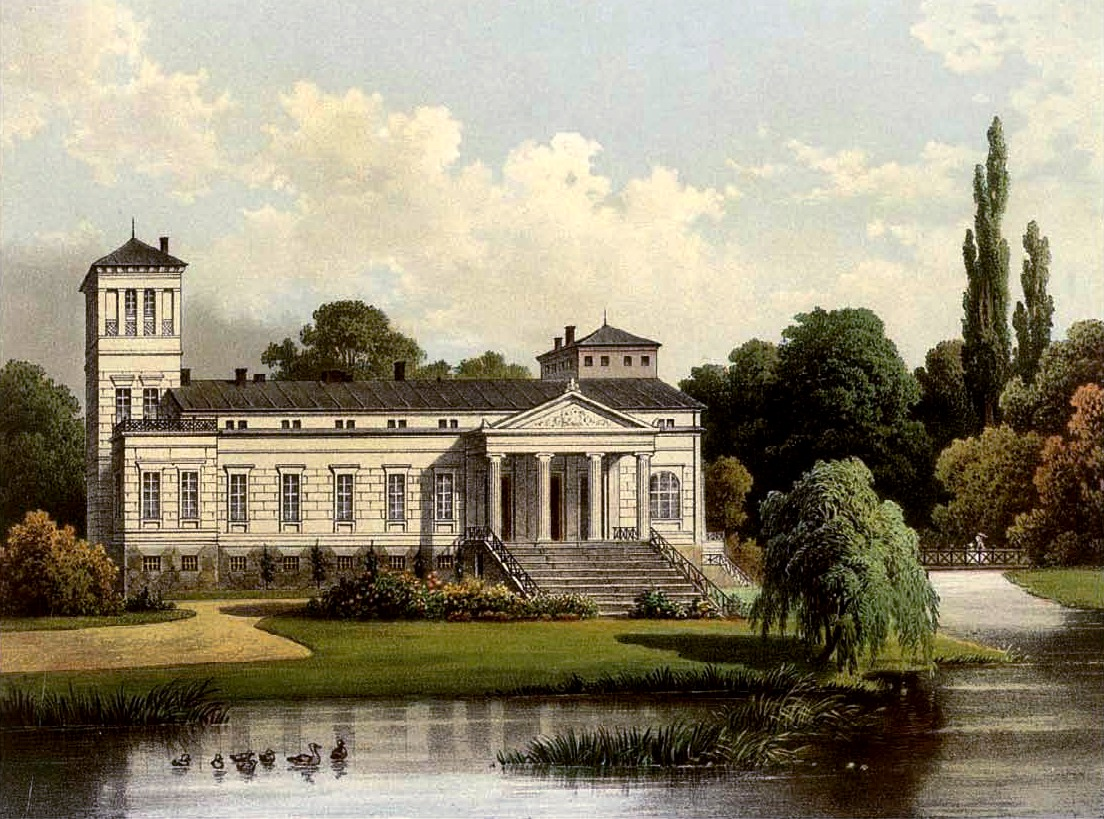
Schloss Groß Saalau um 1863/64, Sammlung Alexander Duncker

Das Gutsdorf Groß Saalau wurde am 11. Juni 1874 namensgebender Ort für den neu errichteten Amtsbezirk Groß Saalau, der zum 1927 in Landkreis Bartenstein (Ostpr.) umbenannten Kreis Friedland im Regierungsbezirk Königsberg der preußischen Provinz Ostpreußen gehörte. In den Amtsbezirk waren die drei Gutsdörfer Bögen (russisch: Minino), Groß Saalau (Gontscharowo) und Saussienen (Priwolnoje) eingegliedert. Zum Gutsbezirk Groß Saalau mit seinen Ortsteilen Blekitten, Koskeim, Garbnicken (Solowjowo) und Klein Saalau (Sarja) gehörten 1910 konkret 267 Einwohner.
Seit Ende des 18. Jahrhunderts gehörte das Gut Groß Saalau der Familie von Brederlow, vertreten durch Karl von Brederlow-Gartz (1754–1804). Er war verheiratet mit Karoline von Pogwisch (1765–1822). Ihr ältester Sohn Goswin von Brederlow (1783–1842) wurde Landrat und agierte auch als Autor. Ihr Sohn Hans von Brederlow (1786–1871) erbte das Gut und erhielt auf seine Person den Freiherrentitel. Dann wurde dessen jüngster Sohn Tido von Brederlow (1822–1884) im Minorat Gutseigentümer.
Am 1. November 1928 endete die Eigenständigkeit Groß Saalaus durch Eingemeindung in die Stadtgemeinde Domnau (Domnowo), und der Amtsbezirk Groß Saalau wurde aufgelöst. Letzter Gutsherr war der Rechtsritter des Johanniterordens, Major d. R. Hans-Wittich von Brederlow (1886–1945), verheiratet mit Erika von Gottberg-Preußisch Wilten (1894–1962). Ihre Tochter Marie-Agnes lebte zuletzt in der Schweiz, die drei Söhne Hans-Joachim, Walter und Tido sind als Offiziere und als Soldat im Krieg gefallen. Zum Rittergut Groß Salau gehörten viele Nebengüter, so u. a. Vorwerk Klein Salau, Schutzforst Domnau, Forsthaus Koskeim, Danmenau mit Klein Salauer Wald sowie des Weiteren das Rittergut Garbnicken mit Vorwerk Luisenthal, gesamt etwa 1500 ha.
Infolge des Zweiten Weltkrieges kam das nördliche Ostpreußen und mit ihm auch Groß Saalau im Jahre 1945 zur Sowjetunion. Das Dorf wurde 1950 in „Gontscharowo“ umbenannt und war bis zum Jahre 2009 in den Poretschinski sowjet (Dorfsowjet Poretschje(Allenau)) eingegliedert. Seither ist Gontscharowo aufgrund einer Struktur- und Verwaltungsreform eine als „Siedlung“ (russisch: possjolok) eingestufte Ortschaft innerhalb der Domnowskoje selskoje posselenije (Landgemeinde Domnowo (Domnau)) im Rajon Prawdinsk.

## Kirche
Aufgrund seiner überwiegend evangelischen Einwohnerschaft war Groß Saalau bis 1945 in das Kirchspiel Domnau (russisch: Domnowo) eingepfarrt. Es gehörte zum Kirchenkreis Friedland (heute russisch: Prawdinsk), später zum Kirchenkreis Bartenstein (heute polnisch: Bartoszyce) in der Kirchenprovinz Ostpreußen der Kirche der Altpreußischen Union.
Die kirchliche Bindung Gontscharowos an Domnowo ist bis heute geblieben. Die evangelisch-lutherische Kirchengemeinde Domnowo ist jetzt eine Filialgemeinde der Auferstehungskirche in Kaliningrad (Königsberg), die zur Propstei Kaliningrad in der Evangelisch-lutherischen Kirche Europäisches Russland gehört.

## Persönlichkeiten

### Söhne und Töchter des Ortes
- Bonaventura von Brederlow (* 3. Juni 1791 auf Gut Groß Saalau; † 1867), preußischer Generalmajor

### Mit dem Ort verbunden
- Hans Joachim von Brederlow (1858–1920), Majoratsbesitzer in Groß Saalau, Mitglied des Deutschen Reichstages
- Friedrich Wilhelm von Schwartzkoppen, deutscher Offizier, verstarb am 30. April 1933 in Groß Saalau (* 1874)